# Apocryptodon madurensis
 Apocryptodon madurensis  es una especie de peces de la familia de los Gobiidae en el orden de los Perciformes.

## Morfología
Los machos pueden llegar a alcanzar los 9 cm de longitud total.

## Hábitat
Es un pez de clima tropical y demersal.

## Distribución geográfica
Se encuentra en Australia, Camboya, la China (incluyendo Hong Kong), la India, Indonesia, el Japón, Kuwait, Papúa Nueva Guinea, las Filipinas, Singapur, Taiwán, Tailandia y el Vietnam. 

## Observaciones
Es inofensivo para los humanos. 